# ثلاسيميا بيتا المنجلية
الثلاسيميا بيتا المنجلية هو مرض وراثي في الدم، ناتج عن وراثة كل من الجين المسبب لمرض الخلايا المنجلية والجين المسبب لثلاسيميا بيتا، قد يتراوح المرض في شدته من كونه حميداً نسبياً ويشبه سمة الخلية المنجلية إلى كونه مشابهاً لمرض الخلية المنجلية .  

## العلامات والأعراض
تعتمد الأعراض التي قد يواجهها الشخص على ما إذا كان لديه HbS beta+ (إذا كانت لديه طفرة بيتا ثلاسيميا بلس) أو HbS beta0 (إذا كانت لديه طفرة بيتا ثلاسيميا صفر). تحدد كمية الهيموغلوبين الطبيعي التي يمكن للشخص إنتاجها إلى حد كبير مدى شدة الحالة.
من المرجح أن يعاني الشخص المصاب بـ HbS beta+ (الذي لديه طفرة بيتا ثلاسيميا بلس) من أعراض أكثر اعتدالاً، لأنه على الرغم من أنه ينتج هيموغلوبين فعال أقل من المعتاد، إلا أنه لا يزال بإمكانه إنتاج الهيموغلوبين الطبيعي. 
الأفراد الذين يعانون من أي من النوعين سوف ينتجون كريات الدم الحمراء على شكل منجل والتي يمكن أن تمنع الدورة الدموية وتسبب تلف الخلايا والألم.
قد يواجه الشخص المصاب بـ HbS beta+ ما يلي:
- فقر الدم الخفيف
- التعب
- ضعف
- ألم وتيبس عرضي في الذراعين أو الساقين أو الظهر
- جلطات دموية في الأوعية الدموية
- ارتفاع خطر الإصابة بالعدوى
- مشاكل العين
- طحال متضخم

عادةً ما تكون أعراض HbS beta0 (الذي لديه طفرة بيتا ثلاسيميا صفر) متشابهة، ولكن مع حالة فقر دم أشد.

## السبب والطفرات الجينية
تحدث الثلاسيميا بيتا المنجلية نتيجة وراثة أليل الخلية المنجلية من أحد الوالدين وأليل بيتا ثلاسيميا من الآخر. 
عندما يكون أحد الزوجين حاملاً لجين بيتا ثلاسيميا والآخر حاملاً لجين الأنيميا المنجلية فإنه تكون لدى أي طفل ينجبانه احتمالية 25% بأن يصاب بمرض ثلاسيميا بيتا المنجلية (في حالة وراثته لكل من جين مرض الخلايا المنجلية وجين بيتا ثلاسيميا)، واحتمالية 25% أن يكون حاملاً لجين فقر الدم المنجلي (دون الإصابة به)، واحتمالية 25% أن يكون حاملاً لجين بيتا ثلاسيميا (دون الإصابة بها)، واحتمالية 25% ألا يحمل أياً من الجينين. 
تقع الطفرات المسببة لمرض الخلايا المنجلية والثلاسيميا بيتا في نفس الجين، جين HBB، الذي يقع في الكروموسوم 11 لدى الإنسان.
تم العثور على مئات المتغيرات (الطفرات) في جين HBB التي تسبب الثلاسيميا بيتا، تتضمن معظم الطفرات تغييراً في وحدة بناء DNA واحدة (النيوكليوتيدات) داخل جين HBB أو بالقرب منه. تقوم الطفرات الأخرى بإدخال أو حذف عدد صغير من النيوكليوتيدات في جين HBB.
تؤدي متغيرات جين HBB التي تقلل إنتاج بيتا غلوبين إلى حالة تسمى الثلاسيميا بيتا بلس (β+)، أما المتغيرات التي تمنع الخلايا من إنتاج أي بيتا غلوبين فتؤدي إلى مرض الثلاسيميا بيتا صفر (β0).
أما جين مرض الخلايا المنجلية فغالباً ينتج عن طفرة تؤدي إلى إنتاج نسخة غير طبيعية من بيتا غلوبين تسمى الهيموغلوبين S أو HbS. في هذه الحالة، يحل الهيموغلوبين S محل وحدتي بيتا غلوبين في الهيموغلوبين.
عندما تكون لدى الشخص طفرة مسببة للبيتا ثلاسيميا وأخرى مسببة لمرض الخلايا المنجلية، فإن ذلك يؤدي إلى الإصابة بمرض ثلاسيميا بيتا المنجلية، الذي يتميز بأعراض كل من مرض فقر الدم المنجلي وثلاسيميا بيتا، فهو يتسبب في اتخاذ كريات الدم الحمراء شكلاً منجلياً، مما يجعلها غير قادرة على التدفق عبر الأوعية الدموية بسلاسة. كما أنه يؤثر على كمية الهيموغلوبين الطبيعية الموجودة في الدم.

## التشخيص
قد يعاني المريض من أعراض فقر الدم أو الأزمات المنجلية. في الولايات المتحدة والبلدان الأخرى التي لديها برامج فحص حديثي الولادة، يمكن التعرف على المرض عند الأطفال حديثي الولادة. 
تشمل الاختبارات التشخيصية تسلسل الحمض النووي، والفصل الكهربائي للهيموجلوبين، واستشراب السائل رفيع الإنجاز. 

## العلاج
يهدف العلاج إلى منع حدوث المضاعفات وعلاج الأعراض التي قد يعاني منها الشخص. يتضمن هذا عموماً رعاية مستمرة لمنع المشكلات المحتملة وإدارتها.
بالإضافة إلى العلاجات المذكورة أدناه، قد يتلقى الشخص أدوية مسكنة للألم ومضادات حيوية للمساعدة في تقليل الألم والالتهابات. يساعد الطحال عادةً في الوقاية من العدوى، ولكن قد يفقد العديد من الأشخاص المصابين بالثلاسيميا بيتا المنجلية وظيفة الطحال. على هذا النحو، قد يتلقى الأطفال العلاج الوقائي بالبنسلين لمنع تعفن الدم بالمكورات الرئوية.
قد تشمل خيارات علاج الثلاسيميا بيتا المنجلية ما يلي: هيدروكسي يوريا، ونقل الدم، وزرع نخاع العظم. 
تشمل العلاجات المحتملة التي تغير الأساس الجيني لمرض فقر الدم المنجلي ما يلي: زرع الخلايا الجذعية، والعلاجات الجينية المعتمدة حديثاً لمرض فقر الدم المنجلي ومرض بيتا ثلاسيميا المنجلية صفر. 
من العلاجات الجينية التي تعالج فقر الدم المنجلي علاج اكساغامغلوغين اوتوتيمسيل (Exagamglogene autotemcel) أو كاسجفي (Casgevy)، وهو علاج يعمل باستخدام تقنية التحرير الجيني "كريسبر-كاس9"، ويستخدم لعلاج مريض الأنيميا المنجلية أو مريض البيتا ثلاسيميا الذي يبلغ من العمر 12 سنة فأكثر، يعمل العلاج بطريقة التحرير الجيني للطفرة الوراثية في الجين المتأثر، بحيث يمكن للجسم إنتاج الهيموغلوبين بشكل سليم، من خلال استخلاص خلايا جذعية من نخاع عظم المريض وتحريرها جينياً في المختبر، ومن ثم إعادة زراعتها في جسم المريض ليعطي مفعولاً طويل المدى. 

## الوقاية
من أجل الوقاية من الإصابة بمرض بيتا ثلاسيميا المنجلية يخضع الزوجان أو الشخصان الراغبان بالزواج أو الإنجاب لفحص وراثي لمعرفة ما إن كانا حاملين لجين مرض بيتا ثلاسيميا وجين فقر الدم المنجلي، خاصة إذا كان لدى أحدهما تاريخ عائلي للإصابة بأحد المرضين. 
وفي حالة تبين أن الزوجين حاملان لجيني بيتا ثلاسيميا وفقر الدم المنجلي فيمكنهما إنجاب طفل غير مصاب بالمرض عن طريق عمل تلقيح اصطناعي، مع تشخيص وراثي قبل زرع الجنين، حيث يتم اختبار الجنين لمعرفة ما إن كان يحمل الخلل الجيني، ويوضع الجنين غير المصاب في رحم الأم. 